# Рикерсдорф (Средња Франконија)
Рикерсдорф (њем. Rückersdorf) град је у њемачкој савезној држави Баварска. Једно је од 27 општинских средишта округа Нирнбергер Ланд. Према процјени из 2010. у граду је живјело 4.424 становника. Посједује регионалну шифру (AGS) 9574154.

## Географски и демографски подаци
Рикерсдорф се налази у савезној држави Баварска у округу Нирнбергер Ланд. Град се налази на надморској висини од 321 метра. Површина општине износи 3,6 km². У самом граду је, према процјени из 2010. године, живјело 4.424 становника. Просјечна густина становништва износи 1.239 становника/km².

## Међународна сарадња
| Мјесто  | Држава  | Врста сарадње | Од    |
| ------- | ------- | ------------- | ----- |
| Сарнтал | Италија | партнерство   | 1981. |
| Извор   |         |               |       |